# Миани, Джованни
Джованни Миани (Giovanni Miani, 17 марта 1810 — 21 ноября 1872) — итальянский путешественник, известен своими исследованиями Нила, где он был близок к тому, чтобы стать первым европейцем, достигшим его истока в озере Виктория , а также своими исследованиями региона вокруг реки Уэле на территории нынешней Демократической Республики Конго. 

## Биография
В 1850—1860 гг. с работорговцем отправился из Хартума в Гондокоро и дошёл до устья Асуи, правого притока Нила. В 1864 году он с Швейнфуртом исследовал Суэцкий перешеек. При втором посещении экваториальных стран он умер в стране Монбутту. Написал «Spedizione verso le origini del Nilo» (Каир, 1860); после смерти его издано «Il viaggio di G. M. a Monbuttu» (Рим, 1875).